# 江総
江 総（こう そう、519年 - 594年）は、南朝梁から隋にかけての政治家・文学者。字は総持。本貫は済陽郡考城県（現在の河南省商丘市民権県）。南朝の名門貴族の家に生まれ、梁・陳の高官を歴任し、南朝陳の後主の時期には尚書令となるが、後主の宴席にはべり詩文を作るのみで政務に励まず、南朝陳が隋に滅ぼされる原因を作った一人とされる。
なお初唐の三大家の一人の欧陽詢の出生を題材にした唐代の伝奇小説『補江総白猿伝』は、江総の『白猿伝』を補訂したものとされるが、後世の仮託であるとする見方が一般的である。

## 略歴
江総は、先祖に西晋の散騎常侍江統、宋の尚書右僕射江夷、侍中・吏部尚書江湛など、歴代の王朝で高官を輩出した名門貴族の出身であった。7歳の時に父の江紑を亡くし、母の実家に引き取られ、母方の伯父の蕭勱にその才能を可愛がられた。成長して学問に励み、家に伝わる数千巻の書物を昼夜をおかず読み、倦むことがなかったという。
18歳で武陵王蕭紀の法曹参軍として初めて出仕し、その後、梁の武帝に詩才を評価され、当時の重臣・学者たちからも年齢を超えた交友をもって遇された。太清2年（548年）、江総は徐陵とともに東魏への使者に選ばれたが、病気を理由に辞退した。同年、侯景の乱が起こり、翌太清3年（549年）に首都の建康が反乱軍によって陥落すると、江総は戦乱を避けて会稽に逃れた。さらに蕭勱の弟の広州刺史蕭勃を頼って嶺南に避難し、以後10数年を広州で過ごした。
天嘉4年（563年）、陳の文帝により中書侍郎として朝廷に召還され、文帝・宣帝に仕えた。宣帝の皇太子陳叔宝（後の後主）は江総を非常に気に入り、彼を自分の太子詹事とするよう懇願し、一緒に長夜の宴を開いたり、お忍びで江総の屋敷に通うほどであった。太建元年（569年）、江総の友人の欧陽紇が広州で反乱を起こし殺されると、江総は彼の唯一の遺児であった欧陽詢をかくまって養育した。
至徳元年（583年）、後主が即位すると、江総は彼の信任を受け高官を歴任し、至徳4年（586年）には尚書令となった。江総は尚書令の位についたものの政務に従事せず、後主と日夜酒宴の席で詩文を作るのみで、人々からは陳暄・孔範らとともに「狎客」と呼ばれていた。禎明3年（589年）、隋が陳を滅ぼすと、隋の朝廷に入り上開府となった。開皇14年（594年）、江都で死去、享年76。

## 文学作品
江総は五言詩と七言詩に巧みであった。現存する詩は約100首。宮廷詩人として陳の後主の朝廷で活躍した経歴から、南北朝後期に流行した艶詩が彼の作品を代表するものとされている。艶麗さを身上としたその詩風は、当時大いにもてはやされたが、後世ではかえって淫靡で浮薄なものとされ、亡国の臣としての彼の生涯と相まって、しばしば批判されることにもなった。
また、江総は熱心な仏教信者であったため、現存する彼の詩には、山中の仏寺に遊んだ時の詩がいくつかある。それらの作品では、謝霊運のごとき清冽な山水描写が目を惹くものとなっている。
| 閨怨篇         |                                                 |                                                                                       |
| 原文           | 書き下し文                                      | 語釈                                                                                  |
| 寂寂青樓大道邊 | 寂寂たる青楼 大道の辺（ほとり）                 | 青いたかどのは大路のかたわらにひっそりとたたずみ                                      |
| 紛紛白雪綺窗前 | 紛紛たる白雪 綺窓の前                           | 白い雪は飾り窓の前でこんこんと舞い散っています                                        |
| 池上鴛鴦不獨自 | 池上の鴛鴦 独自ならざるに                       | 池のつがいのおしどりは独り身でいることはないというのに                                |
| 帳中蘇合還空然 | 帳中の蘇合 還（かへ）って空しく然（も）ゆ       | 帳の中の蘇合香はかえって（主人のあなたもいないのに）空しくたかれております            |
| 屏風有意障明月 | 屏風 意有りて 明月を障（さへぎ）るも            | 屏風はやさしい心があるかのように 部屋に差し込もうとする明月の光をさえぎってくれますが |
| 燈火無情照獨眠 | 灯火 情無くして 独眠を照らす                    | 灯火は無情にも 私の独り寝の姿を照らし出そうといたします                               |
| 遼西水凍春應少 | 遼西 水凍りて 春 応に少なかるべし               | 遼西では水も凍り、春のおとずれを告げることもきっと少ないことでしょう                  |
| 薊北鴻來路幾千 | 薊北 鴻来たりて 路 幾千ならん                   | 薊北には雁が飛来し、その道筋はどれほど多くあることでしょう                            |
| 願君關山及早度 | 願はくは 君が関山の及早に度（わた）らんことを   | あなたが関山をなるべく早く越えて戻ってくることを願っています                          |
| 念妾桃李片時妍 | 念（おも）へ 妾が桃李の片時の妍（うつくし）きを | 私の美しい容色が桃李の花のようにほんの一時のものでしかないことを忘れないでください    |

## 参考資料
- 『陳書』巻27 列伝第21
- 『南史』巻36 列伝第26
- 興膳宏編『六朝詩人傳』（大修館書店、2000年）- 原典の編訳
- 興膳宏編『六朝詩人群像』（大修館書店、あじあブックス、2001年）- 列伝、松家裕子が担当
- 小尾郊一『中国文学に現れた自然と自然観―中世文学を中心として』（岩波書店、1962年）
- 森野繁夫『六朝詩の研究―「集団の文学」と「個人の文学」』（第一学習社、1976年）